# Saint-Martin-du-Vivier
Saint-Martin-du-Vivier è un comune francese di 1 804 abitanti situato nel dipartimento della Senna Marittima nella regione della Normandia.
Il territorio comunale è bagnato dalle acque del fiume Robec.

## Società

### Evoluzione demografica
Abitanti censiti